# The Sidewinder
The Sidewinder — альбом джазового трубача Ли Моргана, записанный на студии Van Gelder Studio Энглвуд-Клифс, Нью-Джерси, США. Он был выпущен на лейбле Blue Note как BLP 4157 и BST 84157.
Заглавная композиция «The Sidewinder» стала образцом жанра соул-джаз. Отредактированная версия была выпущена синглом.
Альбом стал самым продаваемым в истории лейбла, побив прошлый рекорд продаж почти в десять раз. К январю 1965 года альбом добрался до 25 позиции в хит-параде Billboard. Заглавная композиция использовалась в рекламе Chrysler, а также использовалась в качестве музыкальной темы для телевизионных шоу. Многие последующие альбомы Моргана и другие пластинки Blue Note стремились достичь подобного формата, оставляя длинные фанковые блюз вступления с горсткой привычных хард-боп мелодий.
| Оценки критиков                     | Оценки критиков |
| Источник                            | Оценка          |
| ----------------------------------- | --------------- |
| Allmusic                            | [ 5 ]           |
| The Rolling Stone Jazz Record Guide | [ 6 ]           |

## Список композиций
Все композиции написаны Ли Морганом.
1. «The Sidewinder» — 10:25
2. «Totem Pole» — 10:11
3. «Gary’s Notebook» — 6:03
4. «Boy, What a Night» — 7:30
5. «Hocus Pocus» — 6:21
6. «Totem Pole» [Alternative take] — 9:57 Бонусный трек на CD переиздание

## Участники записи
- Ли Морган — труба
- Джо Хендерсон — тенор-саксофон
- Барри Харрис — пианино
- Боб Краншоу — контрабас
- Билли Хиггинс — ударные